# 프랭크 오즈
프랭크 오즈(Frank Oz, 1944년 5월 25일 ~ )는 미국의 영화 감독, 배우, 성우이다.

## 영화
- 머펫 무비
- 블루스 브라더스
- 제국의 역습 - 요다
- 런던의 늑대 인간 (1981년 영화)
- 다크 크리스탈
- 슈퍼맨 3
- 제다이의 귀환
- 대역전 (1983년 영화)
- 사라의 미로여행
- 미녀 드라큐라
- 블루스 브라더스 2000
- 스타워즈 에피소드 1: 보이지 않는 위험
- 몬스터 주식회사
- 스타워즈 에피소드 2: 클론의 습격
- 자투라: 스페이스 어드벤쳐
- 스타워즈 에피소드 3: 시스의 복수
- 인사이드 아웃 (2015년 영화)
- 스타워즈: 깨어난 포스
- 스타워즈: 라스트 제다이
- 나이브스 아웃
- 스타워즈: 라이즈 오브 스카이워커

## 영화 제작 크레딧
- 다크 크리스탈
- 흡혈 식물 대소동 (1986년 영화)
- 화려한 사기꾼
- 결혼 만들기
- 리틀 인디언
- 보우핑거
- 스코어 (영화)
- 스텝포드 와이프
- Mr. 후 아 유

## 텔레비전
- 세서미 스트리트
- 새터데이 나이트 라이브
- 머펫 쇼
- 스타워즈 반란군

### 감독
- 레버리지 (2008년 드라마)